# Hope Bowdler
Hope Bowdler est une paroisse civile et un village du Shropshire, en Angleterre.